# Drouvenant
Der Drouvenant ist ein kleiner Fluss in Frankreich, der im Département Jura in der Region Bourgogne-Franche-Comté verläuft und nach rund 18 Kilometern als rechter Nebenfluss in den Ain mündet.

## Verlauf
Der Drouvenant entspringt im Regionalen Naturpark Haut-Jura auf dem Gemeindegebiet von Châtel-de-Joux und fließt zuerst in nordöstliche Richtung. Er durchquert den Ortskern von Châtel-de-Joux und tritt wenig später auf das Gebiet der Gemeinde La Frasnée über. Ab hier fließt er nun vorwiegend in nordwestliche Richtung durch die Gemeinden Clairvaux-les-Lacs, Vertamboz, Boissia und Charézier und mündet schließlich in Patornay in den Ain. Sein wichtigster Nebenfluss ist die Sirène, welche bei Vertamboz in den Drouvenant mündet.